# Caravanserai

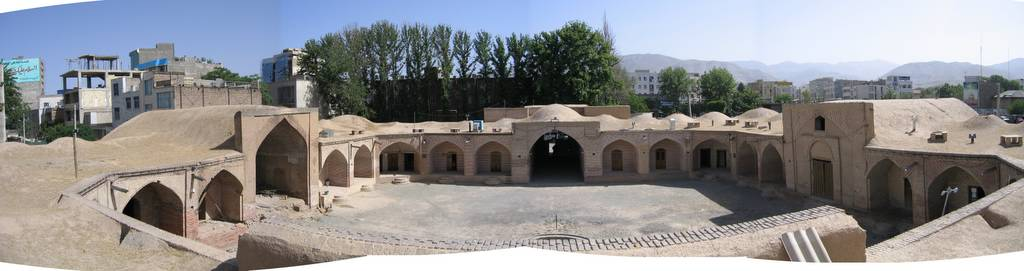
Caravanserai Shah-Abbasi în Karaj, Iran

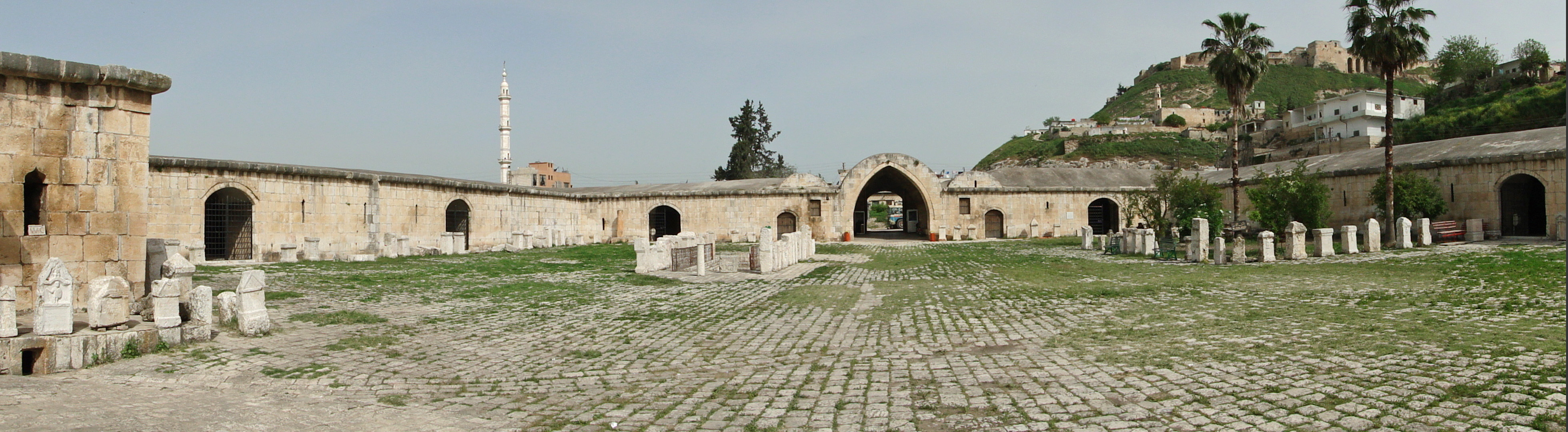
Caravanserai din Qalaat al-Madiq, în nordul Siriei

Un caravanserai (/kærəˈvænsəˌraɪ/) era un han de pe marginea drumului, unde călătorii (Caravană) puteau să se odihnească și să se recupereze după o zi de călătorie. Caravanierii au sprijinit fluxul de comerț, informații și persoane din întreaga rețea de rute comerciale care acoperă Asia, Africa de Nord și Europa de Sud-Est, în special Drumul Mătăsii.
Caravanierii au fost o caracteristică comună nu numai de-a lungul Drumului Mătăsii, ci și de-a lungul Drumului Regal al Imperiului Ahemenid, un vechi drum de 2.500 kilometri, care se întindea de la Sardis la Susa, conform lui Herodot: „Acum, relatarea adevărată a drumului în cauză este următoarea: stațiile regale există de-a lungul întregii sale lungimi, și caravanseraiurile sunt excelente; și pe tot parcursul acesteia traversează un traseu locuit și este lipsit de pericol.” Alte caravanseraiuri importante urbane au fost construite de-a lungul Grand Trunk Road de pe subcontinentul indian, în special în regiunea mogulă Delhi.

## Legături externe
- Shah Abbasi Caravanserai, Tishineh
- Caravansara Pictures
- Consideratcaravanserai.net, Texts and photos on research on caravanserais and travel journeys in Middle East and Central Asia.
- Caravanserais (Kervansaray) in Turkey Arhivat în 27 februarie 2015, la Wayback Machine.
- The Seljuk Han in Anatolia